# Jerzy Andrzej Chmurzyński
Jerzy Andrzej Chmurzyński (ur. 11 marca 1929, zm. 1 lipca 2019) – polski zoolog, entomolog i etolog, profesor nauk biologicznych, pracownik Instytutu Biologii Doświadczalnej im. Marcelego Nenckiego Polskiej Akademii Nauk.

## Życiorys
Maturę uzyskał w Liceum im. Tadeusza Reytana w Warszawie (1947). W 1952 ukończył studia na kierunku zoologia na Wydziale Matematyczno-Przyrodniczym Uniwersytetu Warszawskiego. W latach 1950–1952 był zastępcą asystenta w Zakładzie Zoologii Systematycznej UW. W 1952 rozpoczął pracę w Instytucie Biologii Doświadczalnej im. M. Nenckiego PAN. W 1961 otrzymał stopień doktora nauk przyrodniczych. W 1973 uzyskał stopień doktora habilitowanego nauk przyrodniczych w zakresie zoologii, w 1975 mianowano go docentem. W 1992 nadano mu tytuł profesora nauk biologicznych. W 2000 przeszedł na emeryturę.
W latach 1975–1985 był stałym przedstawicielem Polski w Międzynarodowym Komitecie Etologicznym, a w latach 1985–1989 przedstawicielem krajów Europy Wschodniej w Międzynarodowej Radzie Etologicznej. Wchodził w skład Komitetu Biologii Ewolucyjnej i Teoretycznej PAN i Komitetu Zoologii PAN.
Zmarł 1 lipca 2019. Został pochowany 10 lipca 2019 na cmentarzu Powązkowskim w Warszawie (kwatera 227-6-16).

## Odznaczenia
- Medal 25-lecia PAN (1976)[6]
- Medal 40-lecia Polski Ludowej (1984)[6]
- Złoty Krzyż Zasługi (1988)[6]
- Nagroda V Wydziału PAN im. Michała Oczapowskiego (1990, wspólnie z B. Sadowskim za książkę Biologiczne mechanizmy zachowania)[6]
- Krzyż Kawalerski Orderu Odrodzenia Polski (2004)[6]